# Scironis tarsalis
Scironis tarsalis är en spindelart som först beskrevs av James Henry Emerton 1911.  Scironis tarsalis ingår i släktet Scironis och familjen täckvävarspindlar. Inga underarter finns listade i Catalogue of Life.